# B1A4
B1A4 – południowokoreański boysband założony w 2011 roku przez WM Entertainment. Zadebiutowali w pięcioosobowym składzie: Jinyoung, CNU, Sandeul, Baro i Gongchan. B1A4 zadebiutowali 21 kwietnia 2011 roku, wydając minialbum Let’s Fly.
Nazwa ich oficjalnego fanklubu to BANA.

## Historia

### Przed debiutem
Baro, raper zespołu, został zwerbowany przez przedstawiciela firmy, który zauważył jego zdjęcie zamieszczone na profilu przyjaciela na stronie Cyworld. Podczas przesłuchania Baro zaśpiewał „Once I Leave” Sumi Jo i „The Road to Me” Sung Si-kyung, a także zaprezentował rap i beatboxing. Lider grupy Jinyoung został podobnie odkryty przez zdjęcie na portalu Cyworld. Otrzymał szkolenie w komponowaniu, śpiewie i aktorstwie. Gongchan został odkryty na Cyworld dzięki zwycięstwa w wyzwaniu „Ulzzang Challenge”, będąc uczniem gimnazjum. Główny wokalista Sandeul, który uczestniczył w licznych konkursach wokalnych, został zwerbowany przez agenta po obejrzeniu nagrania z jego występu na festiwalu, gdzie śpiewał balladę Kim Yeon-woo. Przed debiutem grupa trenowała przez dwa lata.

### 2011:Let's Flyiit B1A4
11 kwietnia 2011 roku członkowie B1A4 zostali przedstawieni przez webtoon pt. Daseos gaeui suda (kor. 다섯 개의 수다). Początkowo uważano, że B1A4 będzie mieszaną grupą ze względu na obecność żeńskiej postaci imieniem Anna. Tego samego dnia WM Entertainment opublikowało zdjęcie pierwszego członka zespołu – lidera Jinyounga. Pozostali członkowie – Baro, Gongchan, Sandeul oraz CNU – zostali ujawnieni w kolejnych dniach od 12 do 15 kwietnia. 19 kwietnia ukazał się zwiastun singla O.K. Nazwa zespołu oznacza Be the one All for one. Pełny teledysk oraz debiutancki minialbum Let’s Fly ukazały się 21 kwietnia. 23 kwietnia grupa zadebiutowała w programie telewizyjnym Show! Music Core, występując kolejno w programach M Countdown 28 kwietnia, Music Bank 29 kwietnia i Inkigayo 1 maja. B1A4 rozpoczęli promocję drugiego promocyjnego singla Only Learned Bad Things (kor. 못된 것만 배워서) 18 czerwca 2011 roku. Grupa, razem z Block B, pojawiła się w programie Match Up stacji SBS MTV, który miał premierę 22 czerwca. W pierwszym odcinku wyemitowano teledysk do Only Learned Bad Things.
31 sierpnia ogłoszono, że we wrześniu zespół wyda drugi minialbum. Od 4 do 9 września publikowane były zdjęcia członków promujące nowe wydawnictwo. Zwiastun teledysku do piosenki „Beautiful Target” ukazał się 8 września, a jego pełna wersja – 15 września. Minialbum zatytułowany it B1A4 ukazał się 16 września. Grupa promowała album w programach Music Bank, Show! Music Core, Inkigayo oraz M Countdown. B1A4 rozpoczęli promocję piosenką „My Love” 18 listopada 2011 roku.
W październiku 2011 roku ogłoszono, że B1A4 zadebiutuje w Japonii pod wydawnictwem Pony Canyon w styczniu 2012 roku. Przed ich debiutem, 9 grudnia, grupa zorganizowała B1A4 - Japan Showcase Live 2011 w Sinagawa Stellar Ball w Tokio; bilety na imprezę zostały wyprzedane w ciągu minuty. B1A4 wykonali 9 piosenek podczas showcase'u, w którym wzięło udział 1000 osób. Pod koniec roku B1A4 zdobyli nagrodę „Debiutant Roku” podczas rozdania Tower Records' K-Pop Lovers! Awards 2011.

### 2012: Debiut w Japonii,Ignition,In the Windoraz koncertBABA B1A4
Przed wejściem na japoński rynek muzyczny, 25 stycznia 2012 roku B1A4 wydali kompilację składającą się ze wszystkich utworów wcześniej zawartych na płytach Let's Fly i it B1A4 w Japonii.
5 marca zespół wydał cyfrowy singel „This Time Is Over”, przed premierą pierwszego albumu studyjnego, a także promocyjne zdjęcie Baro. Zdjęcia pozostałych członków ukazały się w kolejnych dniach. Album, Ignition, ukazał się 14 marca, razem z teledyskiem do utworu „Baby I'm Sorry” i w następnych dniach zaczęli promować w programach M Countdown, Music Bank, Show! Music Core i Inkigayo. Album został wydany ponownie pt. Ignition: Special Edition 23 maja z nowymi utworami, w tym singlem „Baby Good Night” (kor. 잘자요 굿나잇).
Pierwszy japoński singel, „Beautiful Target”, ukazał się 27 czerwca 2012 roku. Uplasował się na 4. pozycji listy Oricon Weekly Singles Chart. 25 lipca B1A4 wzięli udział w 6 sezonie reality show Hello Baby. 29 sierpnia ukazał się drugi japoński singel „Oyasumi good night” (jap. おやすみgood night), który także zajął 4. pozycji listy Oricon Weekly Singles Chart. Debiutancki japoński album studyjny, 1, ukazał się 24 października. Uplasował się na 5. miejscu listy Oricon Weekly Albums Chart.
5 listopada ukazał się teaser bez muzyki ani żadnego z członków zespołu, jedynie dźwięk wiatru. Indywidualne teasery członków Jinyounga i Baro zostały wydane 7 listopada, a następnie Gongchana, CNU i Sanduela – 9 listopada. Trzeci minialbum In the Wind ukazał się 12 listopada. Zespół rozpoczął promocję z głównym singlem „Tried to Walk” (kor. 걸어 본다) 15 listopada w programie M Countdown.
12 października firma WM Entertainment zapowiedziała pierwszy solowy koncert zespołu, BABA B1A4. Koncert był współtworzony przez WM Entertainment i globalną markę CJ E&M – M-Live, a sprzedaż biletów rozpoczęła się tydzień później 18 października 2012 roku. Ogłoszenie przyciągnęło duże zainteresowanie, w wyniku czego oficjalna strona B1A4 została wyświetlona 25 tys. razy. Przed rozpoczęciem sprzedaży biletów na serwerze czekało 75 tys. osób czekających na bilety; spzredano 8000 biletów w ciągu 5 minut po otwarciu sprzedaży biletów. Koncert odbył się 8-9 grudnia 2012 roku w SK Olympic Handball Gymnasium.

### 2013:What’s Happening?oraz koncertAmazing Store
7 stycznia 2013 roku Recording Industry Association of Japan opublikowało listę laureatów Japan Gold Disc Awards z 2013 roku, podczas której grupa zdobyła dwie nagrody. Od 26 do 30 stycznia, w Japonii, odbyły się cztery koncerty trasy BABA B1A4.
20 kwietnia na oficjalnej stronie grupy opublikowano tajemnicze zdjęcie ze słowami „Ige museun iriya? 2013.04.23” (kor. 이게 무슨 일 이야? 2013.04.23, dosł. Co się dzieje?). 23 kwietnia ukazały się zdjęcia Jinyounga, potwierdzające comeback zespołu. Czwarty minialbum What’s Happening? (kor. 이게 무슨 일이야 Ige museun ir-iya) ukazał się 6 maja. 18 maja utwór tytułowy zdobył pierwsze miejsce w programie Show! Music Core, to także pierwsza nagroda muzyczna w programie, którą B1A4 otrzymali od debiutu.
19 czerwca 2013 roku WM Entertainment zapowiedziało drugi solowy koncert grupy B1A4, Amazing Store. Koncert przedstawiał nową koncepcję B1A4, a grupie na scenie towarzyszył zespół grający muzykę na żywo. Po tym rozpoczęciu sprzedaży biletów w dniu 26 czerwca, wyprzedano 10 tys. miejsc w mniej niż 5 minut. Koncerty odbyły się w dniach 7-11 sierpnia w „Uniqlo AX”.
28 sierpnia ukazała się japońska wersja singla What’s Happening? (jap. イゲ ムスン イリヤ ～なんで?どうして? Ige musun iriya ~nande? Dōshite?).

### 2014:Who Am I,2iSolo Day

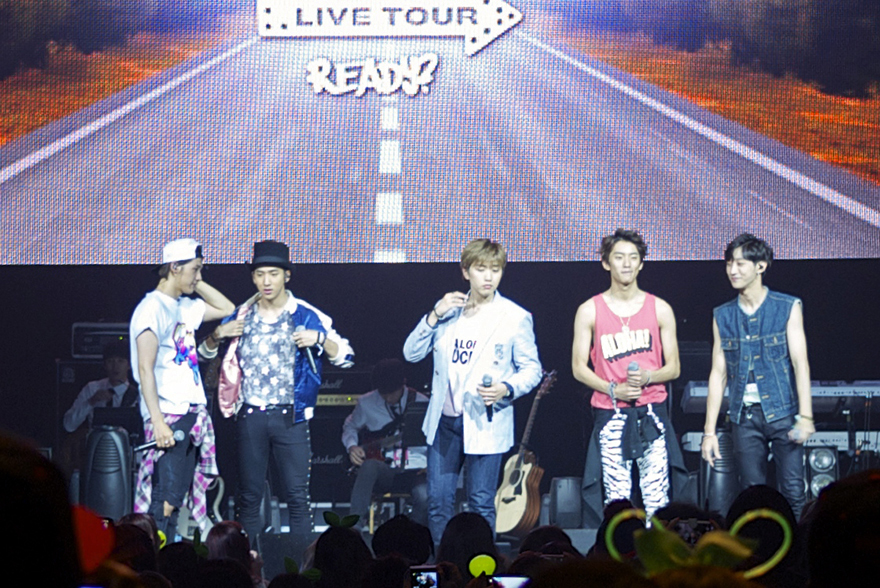
B1A4 w Rosemont Theater podczas Rad Trip Tour (05.10.2014)

5 grudnia 2013 roku WM Entertainment ogłosiło, że trzeci koncert B1A4 – 2014 B1A4 Concert The Class, który odbył się w dniach 15 i 16 lutego w SK Olympic Handball Stadium w Olympic Park.
Drugi album studyjny, pt. Who Am I, ukazał się 13 stycznia, wraz z promującym go singlem „Lonely” (kor. 없구나). Po raz pierwszy piosenka została wykonana 17 stycznia w programie Music Bank.
Drugi japoński album studyjny, 2, ukazał się 24 października. Uplasował się na 9. miejscu listy Oricon Weekly Albums Chart. B1A4 wydali swój piąty minialbum Solo Day 14 lipca 2014 roku. 17 lipca zespół zaprezentował tytułowy utwór w programie M Countdown.
B1A4 wystąpili podczas festiwalu muzyki „12th Korea Times Music Festival” oraz KCON 2014 w Los Angeles, w Kalifornii. Pierwsza światowa trasa koncertowa B1A4, Road Trip, rozpoczęła się 23 sierpnia koncertem na Tajwanie. Zespół wystąpił również w Szanghaju, Manili, Melbourne, Sydney, Nowym Jorku, Chicago, Dallas oraz w San Francisco.

### 2015: Aktywności solowe,Sweet Girli trasaB1A4 Adventure World Tour
Piąty japoński singel, pt. Shiroi kiseki (jap. 白いキセキ), ukazał się 21 stycznia.
Na początku 2015 roku Jinyoung zagrał w serialu Chiljeonpalgi, Goo Hae-ra stacji Mnet, u boku Min Hyo-rin oraz Henry’ego. Zagrał także w serialu Maendorong ttottot razem z Yoo Yeon-seokiem i Kang So-ra. CNU wystąpił w musicalu Chess z Jo Kwonem z 2AM, Kenem z VIXX i Keyem z SHINee. Sandeul pojawił się jako uczestnik programu King of Mask Singer oraz Immortal Song 2. Baro zagrał w serialu Angry Mom. Baro i Sandeul pojawili się w serialu internetowym Loss:Time:Life, a Gongchan został prowadzącym programu Global Request Show: A Song For You 4, wraz z Amber z f(x) i Kanginem z Super Junior.
Szósty minialbum Sweet Girl ukazał się 10 sierpnia 2015 roku, który promował singel o tym samym tytule.
Trasa B1A4 Adventure World Tour rozpoczęła się dwoma koncertami w Seulu w dniach 12 i 13 września 2015 roku, zespół zagrał także 8 listopada w Dallas (w Teksasie), 11 listopada w Meksyku, 13 listopada w Puerto Rico, 29 listopada w Hongkongu, 9 grudnia w Helsinkach, 11 grudnia w Berlinie, 13 grudnia w Madrycie, 12 lutego 2016 roku w Bogocie, 14 lutego w Santiago oraz 17 lutego w Limie.
Szósty japoński singel, pt. HAPPY DAYS, ukazał się 18 listopada.
10 grudnia 2015 roku B1A4 wydali swój pierwszy świąteczny singel It's Christmas (kor. 크리스마스잖아요).

### 2016: Dalsze aktywności solowe,3iGood Timing
Jinyoung został obsadzony w serialu KBS Gureumi geurin dalbit, obok Park Bo-gum i Kim Yoo-jung. Jinyoung wyprodukował także utwór do serialu, zatytułowany „Foggy Road”, który wykonała Ben. Jinyoung kontynuował pracę, produkując wiele piosenek do programu Produce 101. CNU pojawił się na ścieżce dźwiękowej do serialu stacji tvN Cinderella-wa ne myeong-ui gisa w piosence „The Way To Find Love”. Baro został obsadzony w serialu KBS Master – guksu-ui sin. Sandeul ponownie pojawił się w programie Immortal Song 2 i w specjalnym programie Idol Cooking King znajdując się w najlepszej ósemce. Wystąpił również w duecie z Kenem z Vixx podczas Duet Song Festival 11 listopada. Sandeul zadebiutował także jako solista wydając minialbum Stay as You Are (kor. 그렇게 있어 줘) 4 października. Gongchan pojawił się w programie Celebrity Bromance z Hongbinem z Vixx. Jinyoung i CNU rywalizowali w programie King of Mask Singer. Dodatkowo CNU i Sandeul zostali obsadzeni jako D’Artagnan w musicalu Trzej muszkieterowie.
Trzeci japoński album studyjny, 3, ukazał się 16 marca. Uplasował się na 4. miejscu listy Oricon Weekly Albums Chart. 4 czerwca zespół wystąpił podczas koncertu 2016 Dream Concert. 11 czerwca odbył się wspólny koncert B1A4 i Oh My Girl w Pekinie. W październiku B1A4 wystąpili także podczas 2016 Busan One Asia Festival. Byli w pierwszym składzie imprezy obok CNBLUE, Apink, Girl’s Day oraz B.A.P.
28 listopada ukazał się trzeci koreański album studyjny Good Timing oraz główny singel z płyty – „A Lie” (kor. 거짓말이야).

### 2017–2018:4,Rollin’i5, odejście Jinyounga i Baro z agencji
Od 4 do 12 lutego 2017 roku trwała japońska trasa B1A4 Live Space 2017. W maju 2017 roku CNU został obsadzony w roli głównej w koreańskiej wersji musicalowej adaptacji Hamleta.
Siódmy japoński singel, pt. You and I, ukazał się 8 marca. Uplasował się na 6. miejscu listy Oricon Weekly Single Chart. Kolejny singel, Follow me, ukazał się 24 maja. Czwarty japoński album studyjny, 4, ukazał się 14 czerwca. Uplasował się na 5. miejscu listy Oricon Weekly Albums Chart. Od 3 do 16 czerwca trwała japońska trasa koncertowa B1A4 JAPAN TOUR 2017 „Be the one”.
7 września agencja WM Entertainment zapowiedziała comeback zespołu. 23 września ukazał się zwiastun teledysku do utworu tytułowego. Siódmy minialbum Rollin’ ukazał się 25 września.
W grudniu 2017 roku zespół zapowiedział kolejny japoński singel, który ukaże się w lutym 2018 roku, a także japońską trasę B1A4 JAPAN TOUR 2018. Do You Remember został wydany 7 lutego 2018, uplasował się na 2. pozycji listy Oricon Weekly Singles Chart. 15 lutego zapowiedziano premierę dziesiątego japońskiego singla Aeru made (jap. 会えるまで), który ukazał się 10 kwietnia. 21 lutego ukazały się w Japonii cztery kompilacje B1A4 station Square, B1A4 station Triangle, B1A4 station Circle oraz B1A4 station Kiss.
Piąty japoński album studyjny, 5, ukazał się 27 czerwca 2018 roku. 30 czerwca roku WM Entertainment, że Jinyoung i Baro opuścili agencję wraz z zakończeniem ich kontraktów. Ich działania w zespole pozostają w dyskusji. 16 listopada WM Entertainment poinformowało, że Jinyoung i Baro na razie nie będą promować się z grupą.

### Od 2019: Służba wojskowa CNU iOrigine
22 stycznia 2019 roku CNU rozpoczął służbę wojskową jako żołnierz służby czynnej, którą zakończył 28 sierpnia 2020 roku.
29 września 2020 roku WM Entertainment ogłosił, że B1A4 powrócą z czwartym koreańskim albumem studyjnym. Origine i jego główny singel „Like a Movie” (kor. 영화 처럼) ukazał się 19 października i był pierwszym wydawnictwem grupy jako trio, po odejściu Jinyounga i Baro.

## Członkowie

### Obecni
| Pseudonim   | Pseudonim | Prawdziwe imię | Prawdziwe imię | Data urodzenia        | Pozycja      |
| Latynizacja | Hangul    | Latynizacja    | Hangul         | Data urodzenia        | Pozycja      |
| ----------- | --------- | -------------- | -------------- | --------------------- | ------------ |
| CNU         | 신우      | Shin Dong-woo  | 신동우         | 16 czerwca 1991(dts)  | wokal, raper |
| Sandeul     | 산들      | Lee Jung-hwan  | 이정환         | 20 marca 1992(dts)    | główny wokal |
| Gongchan    | 공찬      | Gong Chan-sik  | 공찬식         | 14 sierpnia 1993(dts) | wokal        |

### Byli
| Pseudonim   | Pseudonim | Prawdziwe imię | Prawdziwe imię | Data urodzenia         | Pozycja      |
| Latynizacja | Hangul    | Latynizacja    | Hangul         | Data urodzenia         | Pozycja      |
| ----------- | --------- | -------------- | -------------- | ---------------------- | ------------ |
| Jinyoung    | 진영      | Jung Jin-young | 정진영         | 18 listopada 1991(dts) | lider, wokal |
| Baro        | 바로      | Cha Sun-woo    | 차선우         | 5 września 1992(dts)   | raper        |

## Dyskografia
| Albumy studyjne - Ignition (2012) - Who Am I (2014) - Good Timing (2016) - Origine (2020) Minialbumy - Let’s Fly (2011) - it B1A4 (2011) - In the Wind (2012) - What’s Happening? (2013) - Solo Day (2014) - Sweet Girl (2015) - Rollin’ (2017) Single CD - It's Christmas (kor. 크리스마스잖아요) (2015) | Albumy studyjne - 1 (2012) - 2 (2014) - 3 (2016) - 4 (2017) - 5 (2018) Best album - B1A4 station Square (2018) - B1A4 station Triangle (2018) - B1A4 station Circle (2018) - B1A4 station Kiss (2018) |